# Mikrosporydia
Mikrosporydia (Microsporidia Balbiani, sporowce) – grupa eukariotów o niejasnej pozycji filogenetycznej.
Mikrosporydia są silnie wyspecjalizowanymi organizmami jednokomórkowymi. Nie mają mitochondriów i peroksysomów, ich rRNA ma pewne cechy prokariotyczne i wiele delecji, a ich genomy są najmniejsze spośród wszystkich eukariotów, wielkością odpowiadają genomom bakterii. Cechy te utrudniają poznanie ich pozycji filogenetycznej – początkowo zaliczano je do protistów, jednak późniejsze badania molekularne sugerowały ich przynależność do grzybów, w których nadaje się im przeważnie rangę typu. Niektóre analizy molekularne grupują jednak Microsporidia z innymi eukariotami, takimi jak Cryptophyta, Cercozoa, Heterolobosea, Parabasalidea, Arcillenida lub Haplosporidia, lecz nie z grzybami.
Są obligatoryjnymi wewnątrzkomórkowymi pasożytami innych eukariotów. Infekują żywiciela z dużą prędkością wbijając w niego specjalną rurkę, przez którą dostają się do wnętrza komórki. Nosema bombycis pasożytuje na jedwabnikach, wywołując u nich tzw. pebrynę. Komórki mikrosporydiów często mają dwa jądra komórkowe i są okryte chityną.